# Мельников, Николай Александрович (земский деятель)
Никола́й Алекса́ндрович Ме́льников (15 (27) октября 1872, село Нижняя (Русская) Серда Лаишевского уезда Казанской губернии — 13 марта 1951) — казанский земский деятель, член III Государственной думы от Казанской губернии.

## Биография
Православный. Из потомственных дворян Казанской губернии. Землевладелец той же губернии (225 десятин).
По окончании Казанской 2-й гимназии в 1890 году поступил на медицинский факультет Казанского университета. На 2-м курсе вынужден был оставить учение из-за тяжелой нервной болезни и поселиться в деревне.
В 1898 году был назначен земским начальником и избран гласным Козьмодемьянского уездного и Казанского губернского земских собраний. В 1901 году был избран председателем Козьмодемьянской уездной земской управы. С 1904 года состоял почетным мировым судьей.
В 1904 году оставил службу, причислился к Министерству земледелия и был командирован в Московский сельскохозяйственный институт для продолжения образования. Однако в связи с закрытием института во время событий 1905 года вернулся в родную губернию и вновь поступил на земскую службу. До избрания в Государственную думу состоял уполномоченным губернского земства по страховому делу. Основал казанскую земскую газету, в которой затем был редактором. Кроме того, был председателем совета Казанского общества садоводства. Был членом Союза 17 октября. Состоял выборщиком в Государственную думу I и II созыва.
В 1907 году был избран членом III Государственной думы от Казанской губернии. Входил в бюро фракции октябристов, был товарищем секретаря Думы. Состоял членом земельной комиссии. 24 марта 1908 года сложил звание члена ГД в связи с избранием членом Казанской губернской земской управы.
В дальнейшем избирался председателем Казанской губернской земской управы, гласным Лаишевского и Козьмодемьянского уездных земств. Принимал деятельное участие в организации Международной выставки в Казани летом 1909 года.
В начале Первой мировой войны состоял уполномоченным председателя Особого совещания по продовольственному обеспечению населения Казанской губернии, в мае 1916 года был назначен членом Совета министра внутренних дел и главноуполномоченным по заготовке мяса для нужд армии. В связи с переездом в Петроград сложил обязанности председателя губернской земской управы и члена губернской продовольственной комиссии.
Во время Гражданской войны был министром в правительстве адмирала Колчака.
После поражения белых армий эмигрировал в Китай, затем переехал в Европу. Обосновался во французском Ле-Мане, где возглавил русскую колонию. Выступал с докладами по истории земств в кружке «К познанию России», в Союзе русских дворян и на съезде Русского трудового христианского движения. С 1937 года был членом Союза ревнителей памяти императора Николая II. Публиковался в журнале «Союз дворян». Оставил автобиографический очерк «19 лет на земской службе».
Скончался в 1951 году. Похоронен на кладбище Сент-Женевьев-де-Буа. Был женат на Марии Александровне Козаковой, имел шестерых детей.